# (42516) Oistrach
(42516) Oistrach ist ein Asteroid des äußeren Hauptgürtels, der vom deutschen Astronomen Freimut Börngen am 11. November 1993 am Karl-Schwarzschild-Observatorium (IAU-Code 033) im Tautenburger Wald entdeckt wurde. Sichtungen des Asteroiden hatte es vorher schon am 21. Oktober 1993 unter der vorläufigen Bezeichnung 1993 UL9 am La-Silla-Observatorium der Europäischen Südsternwarte in Chile gegeben.
Nach der SMASS-Klassifikation (Small Main-Belt Asteroid Spectroscopic Survey) wurde bei einer spektroskopischen Untersuchung von Gianluca Masi, Sergio Foglia und Richard P. Binzel, bei der Asteroiden nach den Spektralklassen C, S und V unterteilt wurden, (42516) Oistrach den dunklen C-Asteroiden zugeteilt.
Die Rotationsperiode von (42516) Oistrach wurde 2015 von Adam Waszczak, Chan-Kao Chang, Eran Ofek et al. untersucht. Die Lichtkurve reichte jedoch nicht zu einer Bestimmung aus.
Die Bahn von (42156) Oistrach wurde 2002 gesichert, so dass eine Nummerierung vergeben werden konnte. Am 6. Januar 2003 wurde der Asteroid nach Dawid Fjodorowitsch Oistrach (1908–1974) und seinem Sohn Igor Dawidowitsch Oistrach (1931–2021) benannt, beide Geigenvirtuosen.